# Nierentisch

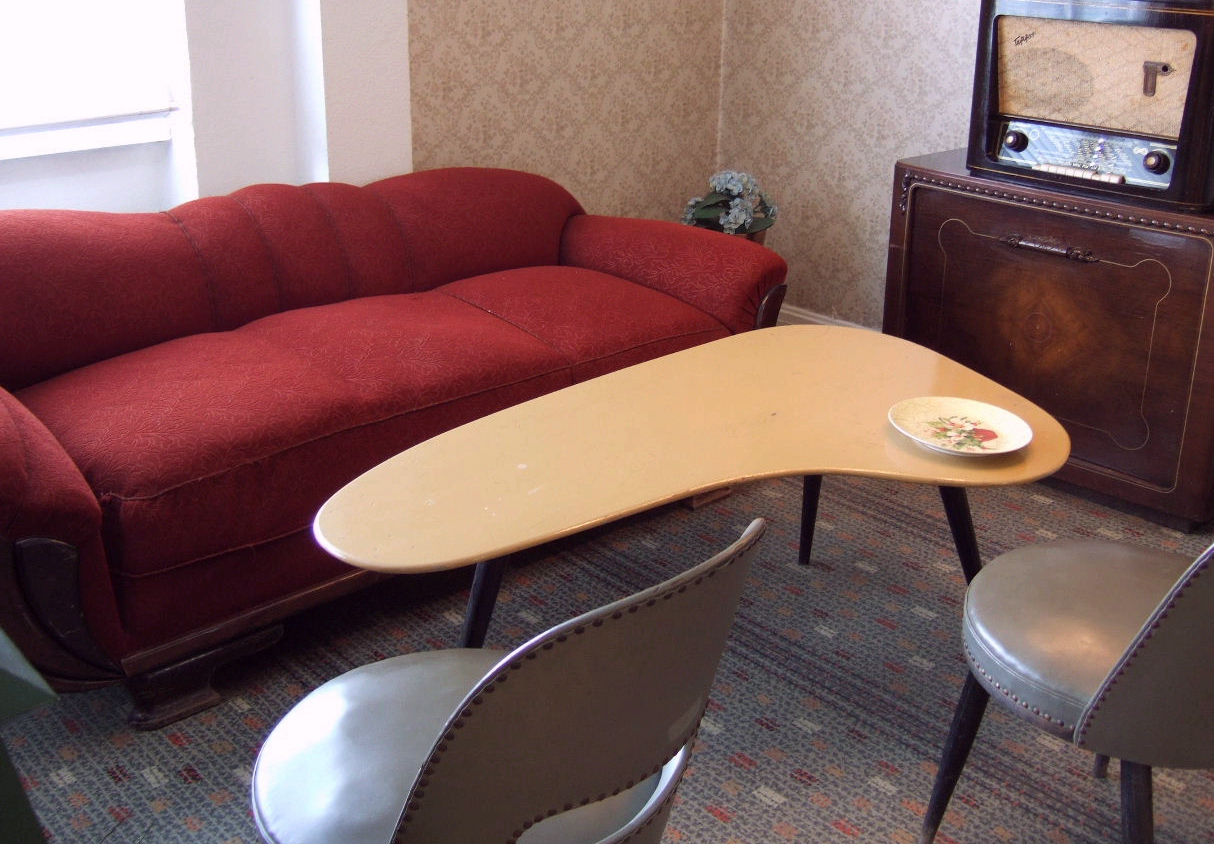
Wohnzimmer mit Nierentisch

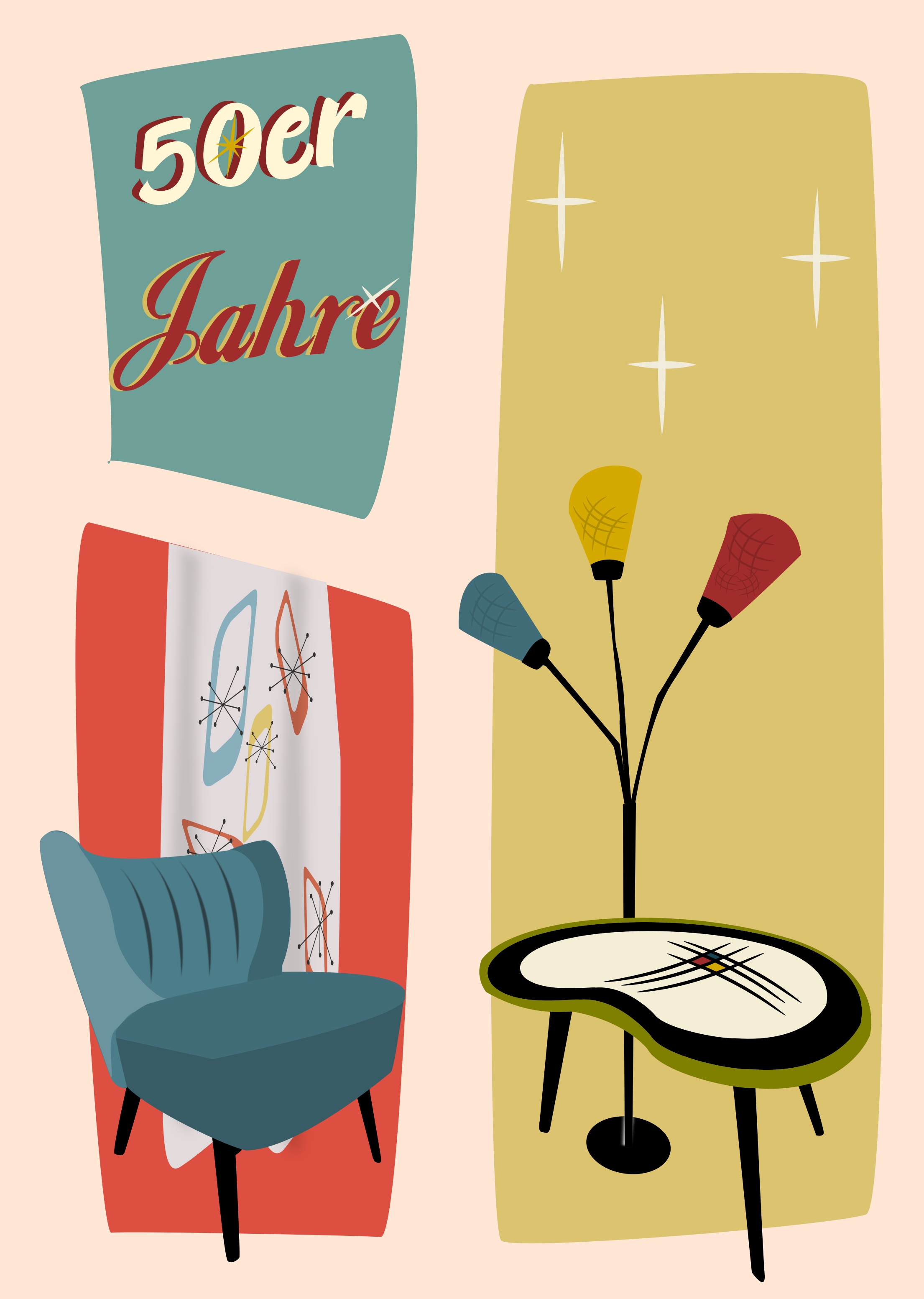
Möbel der 50er Jahre mit Nierentisch

Ein Nierentisch ist ein für die 1950er Jahre typischer Tisch mit asymmetrisch geformter, (häufig gemusterter) resopalbeschichteter oder mosaikbesetzter Oberfläche und drei schräg gestellten, dünnen Tischbeinen.

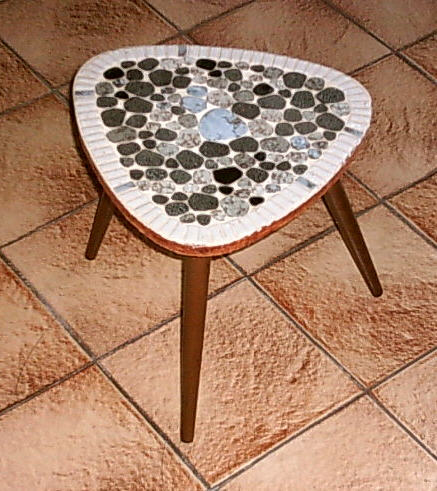
Neben der Nieren- war auch die Dreieckform sehr beliebt

## Geschichte
Die Nierenform war ein in vielen Bereichen vorherrschendes Designmerkmal der 1950er Jahre. Der Begriff „Nierentisch-Zeitalter“ wird heute bisweilen als Synonym für die 1950er Jahre verwendet. Ursache der Nierenform ist eine sämtliche Gesellschaftsbereiche durchlaufende Abkehr von der Starre des Nationalsozialismus. Sie äußerte sich zunächst im Bereich der Architektur, besonders kleine Pavillons, Treppen, Deckenverkleidungen usw. wichen von Symmetrie ab und nahmen Freiformen ein. Später wirkte sich dieses neue Denken auf sämtliche Konsumgüter aus. Nach ein paar Jahren verschwanden Nierenformen und die Möbel näherten sich formell wieder dem schon vor dem Krieg existierenden Bauhaus, der Vorkriegsmoderne an.

## Retro-Trend
Neben dem Nierentisch gehören zu den typischen Möbeln der 1950er Jahre in Deutschland die Tütenlampe, die Tulpenlampe und der Cocktailsessel. 2010 waren Nierentische zu Kultobjekten geworden und auf Flohmärkten und in Antiquitätenläden werden hohe Preise verlangt. Auch Möbelhäuser erkannten den Trend und veräußern moderne Varianten dieser Möbelstücke.